# Wonderful Rush
- ラブライブ! > μ's > Wonderful Rush
- ラブライブ! > ラブライブ!のディスコグラフィ > Wonderful Rush

「Wonderful Rush」（ワンダフルラッシュ）は、μ'sの楽曲。同グループの5thシングルとして2012年9月5日にLantisから発売された。センターは、第4回総選挙の結果により南ことりが務めている。CDには楽曲とボイスドラマを、DVDには「Wonderful Rush」のプロモーションビデオを収録している。Wジャケット仕様になっている。

## 概要
初回生産分には「明日へはばたけ！特製意気込みカード」1枚（全9種）がランダムで封入されている。また、法人特典として、アニメイト・ゲーマーズ・コミックとらのあなで購入すると、数量限定のアナザージャケットが商品1つにつき、1枚付属した。タワーレコード・ソフマップ・HMVではポストカードが1枚付属した。
本CDの発売を記念して、2012年8月25日から9月23日にかけて「秋葉原×ラブライブ！キャンペーン μ'sおすすめのお店をまわってステッカーをGETしよう！ PART2」を実施。アニバーサリークッキーを販売するとともに、キャンペーンに参加する秋葉原の9店舗ではイメージガールとなったμ'sメンバーのオリジナルステッカーを配布した。また横浜ベイホールにて、「2012年度ラブライ部員とμ'sの課外活動第13回 μ'sのファーストトークイベント」が開催された。
キャッチコピーは「あなたとともに、明日へ――」。

## ミュージック・ビデオ
とある空港を舞台に、ことりが忘れ物に気づいたため、集合に遅れてしまうというもの。
その忘れ物は枕で、劇場版アニメでもその枕が登場する。

## 収録曲
収録内容におけるボーカル曲は太字、ボイスドラマパートは▲印で表記する。
- CD
  1. Wonderful Rush [4:44]
    - 作詞：畑亜貴、作曲・編曲：河田貴央
    - 勢いのよいロック・ナンバー[7]。終盤にはラップが盛り込まれている[7]。

  2. Oh,Love&Peace! [5:01]
    - 作詞：畑亜貴、作曲・編曲：黒須克彦
    - 正統派アイドル風のポップス調な楽曲[7]。歌唱パートは学年別で分かれる[8]。いわゆる卒業ソングの分類になっており、TVアニメ2期では最終回のエンディングテーマとして使用された。

  3. Wonderful Rush (Off Vocal)
  4. Oh, Love & Peace! (Off Vocal)
  5. 喫茶とメイドな一年生▲ [8:59]
  6. 屋敷にお化けは二年生▲ [8:04]
  7. ショーでファッション！三年生▲ [12:15]
  8. ダンス・クライマックス！▲ [8:30]
    - 原案：公野櫻子、脚本：子安秀明、出演：μ's
- DVD
  1. Wonderful Rush [6:23]
    - PVの舞台は飛行場で、μ's仕様のジェット旅客機が登場する。メンバーの会話をもっと聞きたいという要望があったので、ドラマパートは長めに取られている[9]。

## PVスタッフ
- 企画 - サンライズ
- 原作 - 矢立肇
- 原案 - 公野櫻子
- 絵コンテ・演出・監督 - 京極尚彦
- キャラクターデザイン - 室田雄平
- デザインワークス - 西田亜沙子
- 作画監督 - 西田亜沙子、室田雄平
- 美術監督 - 徳田俊之
- セットデザイン - 高橋武之
- 色彩設計 - 横山さよ子
- CGプロデューサー - 西川和宏
- 3DCG制作 - ダンデライオンアニメーションスタジオLLC
- 撮影監督 - 葛山剛士
- 編集 - 今井大介
- 音響監督 - 長崎行男
- 音楽制作 - ランティス
- 音楽プロデューサー - 伊藤善之
- プロデューサー - 平山理志、斎藤滋、高野希義
- 振付 - Mai
- 製作 - プロジェクトラブライブ!（サンライズ、ランティス、アスキー・メディアワークス）

## 収録アルバム
| 曲名           | アルバム                                 | 発売日       | 備考           |
| -------------- | ---------------------------------------- | ------------ | -------------- |
| Wonderful Rush | 『μ's Best Album Best Live! collection』 | 2013年1月9日 | ベストアルバム |
| Oh,Love&Peace! | 『μ's Best Album Best Live! collection』 | 2013年1月9日 | ベストアルバム |